# Авиаудары по рынку в Джебалии
9 и 12 октября 2023 года Армия обороны Израиля нанесла авиаудары по рынку в лагере беженцев «Джебалия», где в момент атаки находилось много мирных жителей. Авиаудары были нанесены в рамках операции «Железные мечи» в 2023 году. В результате первого авиаудара погибло более 60 человек, большая часть рынка была разрушена. Во время второго авиаудара погибло 45 человек, была разрушена часть жилого комплекса.

## Предыстория
Рынок лагеря беженцев «Джабалия» считается одним из самых оживлённых районов сектора Газа. Он расположен на северо-востоке города Газа. На территории рынка есть жилой район Аль-Тернис, который считается частью рынка, крупнейшего коммерческого рынка в Газе. БАПОР зарегистрировало в лагере 116 011 палестинских беженцев.
7 октября 2023 года ХАМАС и другие вооружённые группировки сектора Газа вторглись на территорию Израиля. Были атакованы и частично захвачены ряд населённых пунктов в окрестностях сектора Газа, включая город Сдерот. Кроме населённых пунктов, боевики атаковали ближайшие к границе израильские военные базы «Нахаль-Оз» и «Реим» (штаб дивизии Газа). Недалеко от кибуца Реим был атакован проводившийся там музыкальный фестиваль, где боевики ХАМАС убили 364 человека, 40 человек были похищены или пропали без вести. Всего в этот день в Израиле погибли более 1200 человек, ХАМАС захватил и похитил в Газу 253 заложника. Часть жертв подверглась сексуальному насилию, включая заложников. Среди погибших и заложников были также иностранцы и лица с двойным гражданством.
В ответ Израиль впервые за 50 лет объявил военное положение, призвал 300 тысяч резервистов и начал наносить авиаудары по сектору Газа. Удары наносились по местам запуска ракет, дислокации боевиков и другим объектам, которые формально считались гражданскими, но использовались для военных целей.

## Авиаудар 9 октября
После израильских авиаударов по другим районам Газы внутренне перемещённые жители Газы бежали в лагерь «Джабалия». В момент атаки рынок был полностью заполнен, покупатели и продавцы запасались товарами. Авиаудар был нанесён по району Аль-Транс рынка «Джабалия», одному из самых густонаселённых районов Джабалии. Оставшиеся в живых участники атаки в беседе с France 24 заявили, что авиаудар был нанесён «в самое сердце рынка», и сразу после него было обнаружено множество погибших. Многие тела не удалось извлечь в течение нескольких дней после авиаудара из-за отсутствия медицинского оборудования.
По данным группировки ХАМАС, в результате атаки погибли 50 мирных жителей. Один из спасателей в интервью New York Times заявил, что число погибших составило более 60 человек, а весь рынок и близлежащие здания были разрушены. Министерство здравоохранения Газы отказалось дать полную оценку, но сообщило о «десятках» погибших и раненых. Позднее они уточнили число погибших до более чем 15 человек. Министерство внутренних дел Газы также заявило, что первоначально целью авиаудара был жилой дом, принадлежащий семье Абу Эшкайи.
Израильское правительство утверждает, что целью авиаудара по лагерю «Джабалия» были боевики ХАМАС, находившиеся в мечети лагеря.

## Авиаудар 12 октября
12 октября в результате второго авиаудара по лагерю «Джабалия» был повреждён жилой дом, разрушено несколько квартир, погибли люди из двух семей. По данным МВД Газы, погибли 45 человек, ещё не менее 4 получили ранения. Некоторые находились там после перемещения из Бейт-Хануна.